# Борго Ђовани XXIII (Анкона)
Борго Ђовани XXIII је насеље у Италији у округу Анкона, региону Марке.
Према процени из 2011. у насељу је живело 112 становника. Насеље се налази на надморској висини од 308 м.